# Homorthodes dubia
Homorthodes dubia là một loài bướm đêm trong họ Noctuidae.